# Rokotów (Mazovia)
Rokotów [pronunciación en polaco: /rɔˈkɔtuf/] es un pueblo ubicado en el distrito administrativo de Gmina Nowa Sucha, dentro del Condado de Sochaczew, Voivodato de Mazovia, en el este de Polonia central. Se encuentra aproximadamente a 6 kilómetros al sur de Sochaczew y a 52 kilómetros al oeste de Varsovia.